# Bombardeig estratègic

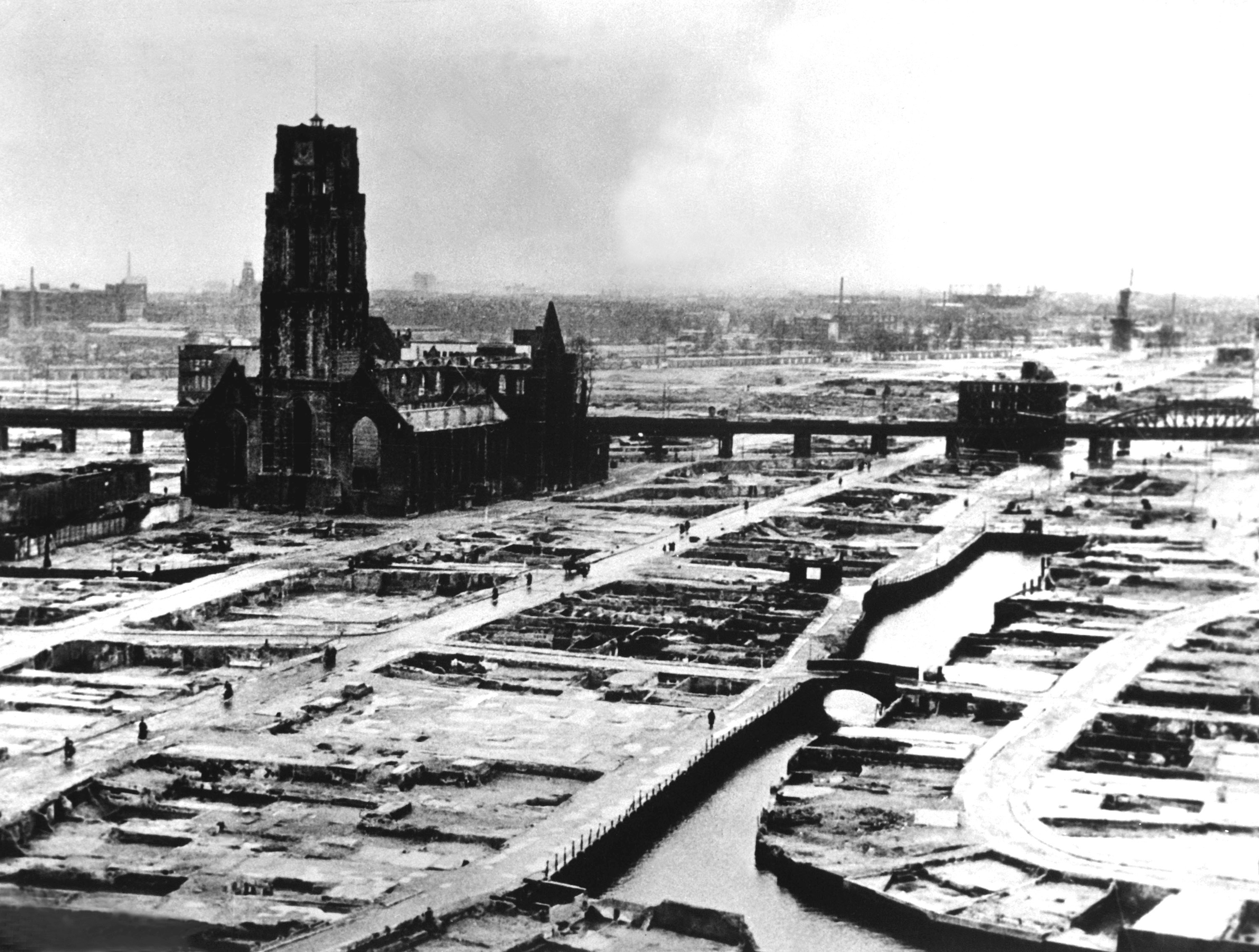
El centre de Rotterdam després de ser bombardejada per l'exèrcit alemany el 1940. S'hi observa la ruïna (avui restaurada) Laurens Kerk, que avui és l'únic edifici que roman dempeus com a record de l'arquitectura medieval de la ciutat. Unes 900 persones van morir durant els bombardeigs.

El bombardeig estratègic és l'atac aeri sistemàtic i organitzat usat com a estratègia militar i utilitzat durant una guerra total per intentar destruir la capacitat econòmica d'una nació o estat per lliurar la guerra. Pot involucrar avions bombarders estratègics, míssils creuer o caces bombarders. Es diferencia d'un bombardeig tàctic en el propòsit de l'atac; el tàctic té per objectiu derrotar forces militars particulars de l'enemic mentre el de l'estratègic és més global i intenta bé reduir la capacitat de l'enemic per sostenir la guerra o bé doblegar la seva decisió política de lluitar la guerra.
Les missions de bombardeig estratègic en general ataquen blancs com fàbriques, xarxes ferroviàries, refineries de petroli i ciutats, mentre que les missions de bombardeig tàctic ataquen blancs com concentracions de tropes, llocs de comandament i control, aeroports militars i dipòsits de munició. L'acció de volar fins al blanc i llançar-hi les bombes, encara si és part d'una campanya de bombardeig estratègic, és un esdeveniment eminentment tàctic.
Els avions utilitzats per a bombardeigs estratègics són en general molt grans, comptant amb gran autonomia de vol; mentre que els bombardeigs tàctics són relativament més petits.

## Alguns dels pioners en la realització de bombardeigs estratègics
- Henry H. "Hap" Arnold, USAF
- Giulio Douhet, Regia Aeronautica (Itàlia)
- Arthur "Bomber" Harris, RAF
- Curtis Le May, USAF
- Alexander de Seversky, enginyer rus americà
- Billy Mitchell, USAAC
- Carl Spaatz, USAF
- Hugh Trenchard, RAF